# San Lorenzo Oyamel
San Lorenzo Oyamel, ibland enbart Oyamel, är en småstad i kommunen Temoaya i delstaten Mexiko i Mexiko. Samhället hade 6 556 invånare vid folkräkningen 2020. San Lorenzo Oyamel har två grundskolor, Hermenegildo Galeana för yngre elever och Gabino Barredo för äldre elever. På orten finns även en högskola, Cobaem. San Lorenzo Oyamel har också något egendomligt kulturhus och kyrka i samma byggnad.
Universitetet Universidad Mexiquense del Bicentenario UES Temoaya ligger på gångavstånd från San Lorenzo Oyamel även om universitet officiellt tillhör postorten San Diego Alcalá. Universitet utbildar inom vetenskap, teknik och innovation.